# 小森江子供のもり公園
小森江子供のもり公園（こもりえこどものもりこうえん）は、福岡県北九州市門司区大字小森江及び羽山2丁目に所在する公園である。
面積は4.6haあり、風師山、矢筈山のふもとに位置する。シイ、カシなどの自然林や多数の動植物が生息している。1923年（大正12年）竣工の小森江貯水池（浄水場）跡地を公園として整備、2001年（平成13年）開園した。現在も貯水池の名残である堰堤（えんてい）や、レンガ造りの塔および水門が残されている。
2008年（平成20年）8月、映画『おっぱいバレー』のロケが行なわれた。

## アクセス
JR九州 小森江駅下車、徒歩約25分

西鉄バス 小森江バス停下車、徒歩約10分